# Thamnium novae-walesiae
Thamnium novae-walesiae är en bladmossart som beskrevs av Kindberg 1902. Thamnium novae-walesiae ingår i släktet Thamnium och familjen Neckeraceae. Inga underarter finns listade i Catalogue of Life.